# A Milhouse Divided
"A Milhouse Divided" er den sjette episode af The Simpsons' ottende sæson og blev vist første gang på den amerikanske tv-station Fox den 1. december 1996. Milhouse's forældre, Kirk og Luann Van Houten, bliver skilt, og Homer begynder at frygte for sit eget ægteskab.